# Grande ceinture van Parijs
De Grande Ceinture is een Franse 157 kilometer lange ringspoorlijn rond Parijs. De lijn wordt beheerd door  Réseau ferré de France (RFF) alwaar de lijn Ligne de la Grande Ceinture de Paris identicatienummer 990 000 kreeg. De tussen 1875 en 1928 aangelegde lijn volgt een tracé dat circa vijftien kilometer buiten het traject van de boulevards des Maréchaux (en tegenwoordig ook de Boulevard Périphérique) is gelegen.
Tot de aanleg werd besloten in 1875 om de grote radiale lijnen die van de Parijse kopstations in alle windrichtingen de rest van Frankrijk verbinden onderling te verbinden en zo de eerder met hetzelfde doel aangelegde Petite Ceinture te ontlasten. De lijn werd in vele deeltrajecten opgedeeld en afgewerkt met gedeeltelijke ingebruiknames tussen 1877 en 1928. De Grand Ceinture zelf werd over twee deeltrajecten ook zelf verdubbeld, door de "Grand Ceinture complémentaire Bobigny à Sucy-Bonneuil" in een oostelijk deel (RFF 957 000), door de "Grand Ceinture stratégique Choisy-le-Roi à Massy-Verrières" in een zuidoostelijk deel (RFF 985 000).
Op het grootste gedeelte van de lijn vindt tegenwoordig geen personenvervoer meer plaats, wel intensief goederenvervoer. In het westen is er een kort traject tussen Sartrouville en Achères gemeenschappelijk met de spoorlijn Parijs - Rouen - Le Havre en een van de takken van de RER A. Het stuk tussen Versailles-Chantiers en Juvisy in het zuiden wordt gebruikt door RER C en transnationale TGV-verbindingen op de as Le Havre-Rouen-Lyon-Marseille. Dit laatste deel wordt de Raccordement d'interconnexion nord-sud (LGV) genoemd.
Het traject tussen Saint-Germain-en-Laye en Noisy-le-Roi is sinds 12 december 2004 heropend voor passagiersvervoer met als projectnaam Grande Ceinture Ouest (GCO). Een aansluitend deel in het westen tussen Saint Germain-en-Laye en Saint Cyr RER zal rond 2020 in gebruik genomen worden als Tram 13 Express.